# Yolo, on ne vit qu'une fois
Yolo, on ne vit qu'une fois est une réalité scénarisée diffusée du 18 février 2013 au 12 avril 2013 sur W9. L’émission est produite par la société Studio 89 (filiale de W9). C'est l'adaptation française de la réalité scénarisée allemande Berlin – Tag & Nacht (de) qui est un succès sur la chaine RTL II.

## Concept

### Histoire
Yolo, on ne vit qu'une fois suit les aventures de 7 jeunes cohabitants dans un loft à Montreuil: Sophie l'apprentie comédienne, Alex le fêtard, Roxane la jeune femme girly, Matt l'artiste dragueur, Carlos le barman, Alina la jeune bisexuelle et Amel la battante .
Les personnages et situations sont scénarisés. Les dialogues sont quant à eux improvisés.

### Personnages
- Sophie: l'apprentie comédienne, habite dans le loft.
- Alex: le fêtard, habite dans le loft.
- Roxane: la jeune femme dynamique, habite dans le loft.
- Matt: jeune artiste dragueur, habite dans le loft.
- Carlos: le brun ténébreux, habite dans le loft.
- Alina: la jeune femme bisexuelle, habite dans le loft
- Amel: la battante, habite dans le loft.
- Joe: le propriétaire du loft
- Fabrizio: le grand ami d'Alex et Joe
- Peggy: amie des habitants du loft, amoureuse de Joe.
- Jessica: la petite sœur de Matt
- Stéphanie: l'ex de Joe
- Anna: la fille de Stéphanie

### Réseaux sociaux
Facebook est au cœur du dispositif : 

• Les personnages posteront et commenteront en temps réel, sur les réseaux sociaux, les photos ou vidéos prises durant l’émission ;

• Les posts Facebook des personnages seront liés à l’actualité du moment afin d'ancrer le programme dans le monde réel.
Le concept est de voir un divertissement avec des acteurs presque inconnus des médias pour qu'enfin ils puissent tenter leur chance et peut-être devenir populaires dans les médias tels que closer, public…

## Réception
La série-réalité a essuyé de lourdes critiques lors de son lancement , notamment sur la qualité du jeu d'acteur. L'outil d'analyse TV Tweet révèle que l'émission a recueilli 4 fois plus d'avis négatifs que positifs sur Twitter. Yolo a été néanmoins ce soir-là la troisième émission la plus commentée du réseau social d'après ce même outil.
Le lancement réunit 494 000 téléspectateurs pour 2,6 % de PdA (part d'audience), soit moitié moins que ce que réalisait Les Ch'tis à Las Vegas au même horaire une semaine plus tôt. W9 se félicite néanmoins d'avoir été la chaîne la plus regardée de la TNT par les téléspectateurs de moins de 25 ans avec 8,5 % de PdA sur cette cible.
Yolo, on ne vit qu'une fois est diffusé sur W9 du lundi au vendredi. Du 18/02 au 08/03, la série est diffusée de 18h50 à 19h35. En raison de faibles audiences, W9 décide le 11 mars d'avancer la diffusion de 17h05 à 17h50 à compter de ce jour. Un nouveau changement d'horaire, cette fois prévu de longue date (pour les mêmes raisons), place Yolo, on ne vit qu'une fois à 16h50, à compter du 25 mars. Le 12 avril, la série est déprogrammée, faute d'audience.
(En vert la plus haute audience) :
| No Épisode | Date | Date                   | Nombre de téléspectateurs | Nombre de téléspectateurs | Part de marché 4 ans et plus | Part de marché 4 ans et plus | Part de marché 4-24 ans | Part de marché 4-24 ans | Part de marché 15-24 ans | Part de marché 15-24 ans | Part de marché 4-34 ans | Part de marché 4-34 ans | Part de marché 15-34 ans | Part de marché 15-34 ans | Part de marché 4-49 ans | Part de marché 4-49 ans | Part de marché Ménagères de -50 ans | Part de marché Ménagères de -50 ans |
| ---------- | ---- | ---------------------- | ------------------------- | ------------------------- | ---------------------------- | ---------------------------- | ----------------------- | ----------------------- | ------------------------ | ------------------------ | ----------------------- | ----------------------- | ------------------------ | ------------------------ | ----------------------- | ----------------------- | ----------------------------------- | ----------------------------------- |
| 1          | L    | 18/02/2013 18h50-19h35 | 494 000,                  | 412 566                   | 2,6 %,                       | 2,4 %                        | 8,5 %,                  | 8,5 %,                  |                          |                          |                         |                         |                          |                          |                         |                         | 4,0 %,                              | 4,0 %,                              |
| 2          | M    | 19/02/2013 18h50-19h35 | 435 000,                  | 412 566                   | 2,4 %,                       | 2,4 %                        |                         |                         |                          |                          |                         |                         |                          |                          |                         |                         | 4,0 %,                              | 4,0 %,                              |
| 3          | m    | 20/02/2013 18h50-19h35 | 395 000,                  | 412 566                   | 2,1 %                        | 2,4 %                        |                         |                         |                          |                          |                         |                         |                          |                          |                         |                         | 3,0 %,                              | 3,0 %,                              |
| 4          | J    | 21/02/2013 18h50-19h35 | (en hausse)               | 412 566                   | N.C.                         | 2,4 %                        |                         |                         |                          |                          |                         |                         |                          |                          |                         |                         |                                     |                                     |
| 5          | V    | 22/02/2013 18h50-19h35 | 400 000                   | 412 566                   | 2,2 %                        | 2,4 %                        |                         |                         |                          |                          |                         |                         |                          |                          |                         |                         |                                     |                                     |
| 6          | L    | 25/02/2013 18h45-19h35 | 400 000                   | 412 566                   | 2,0 %                        | 2,1 %                        |                         |                         |                          |                          |                         |                         |                          |                          |                         |                         | 2,7 %                               | 2,7 %                               |
| 7          | M    | 26/02/2013 18h45-19h35 | N.C.                      | 412 566                   | N.C.                         | 2,1 %                        |                         |                         |                          |                          |                         |                         |                          |                          |                         |                         |                                     |                                     |
| 8          | m    | 27/02/2013 18h45-19h35 | 400 000                   | 412 566                   | 2,4 %                        | 2,1 %                        |                         |                         |                          |                          |                         |                         |                          |                          |                         |                         |                                     |                                     |
| 9          | J    | 28/02/2013 18h45-19h35 | N.C.                      | 412 566                   | N.C.                         | 2,1 %                        |                         |                         |                          |                          |                         |                         |                          |                          |                         |                         |                                     |                                     |
| 10         | V    | 01/03/2013 18h45-19h35 | 350 000                   | 412 566                   | 2,1 %                        | 2,1 %                        |                         |                         |                          |                          |                         |                         |                          |                          |                         |                         |                                     |                                     |
| 11         | L    | 04/03/2013 18h45-19h35 | 350 000                   | 294 690                   | 2,0 %                        | 1,7 %                        |                         |                         |                          |                          |                         |                         |                          |                          |                         |                         |                                     |                                     |
| 12         | M    | 05/03/2013 18h45-19h35 | 300 000                   | 294 690                   | 1,6 %                        | 1,7 %                        |                         |                         |                          |                          |                         |                         |                          |                          |                         |                         |                                     |                                     |
| 13         | m    | 06/03/2013 18h45-19h35 | N.C.                      | 294 690                   | N.C.                         | 1,7 %                        |                         |                         |                          |                          |                         |                         |                          |                          |                         |                         |                                     |                                     |
| 14         | J    | 07/03/2013 18h45-19h35 | 300 000                   | 294 690                   | 1,9 %                        | 1,7 %                        |                         |                         |                          |                          |                         |                         |                          |                          |                         |                         |                                     |                                     |
| 15         | V    | 08/03/2013 18h45-19h35 | 200 000                   | 294 690                   | 1,2 %                        | 1,7 %                        |                         |                         |                          |                          |                         |                         |                          |                          |                         |                         |                                     |                                     |
| 16         | L    | 11/03/2013 17h05-17h50 | 200 000                   | 200 000                   | 1,7 %                        | 1,9 %                        |                         |                         |                          |                          |                         |                         |                          |                          |                         |                         |                                     |                                     |
| 17         | M    | 12/03/2013 17h05-17h50 | N.C.                      | 200 000                   | N.C.                         | 1,9 %                        |                         |                         |                          |                          |                         |                         |                          |                          |                         |                         |                                     |                                     |
| 18         | m    | 13/03/2013 17h05-17h50 | N.C.                      | 200 000                   | N.C.                         | 1,9 %                        |                         |                         |                          |                          |                         |                         |                          |                          |                         |                         |                                     |                                     |
| 19         | J    | 14/03/2013 17h05-17h50 | N.C.                      | 200 000                   | N.C.                         | 1,9 %                        |                         |                         |                          |                          |                         |                         |                          |                          |                         |                         | 1,4 %                               | 1,4 %                               |
| 20         | V    | 15/03/2013 17h05-17h50 | N.C.                      | 200 000                   | N.C.                         | 1,9 %                        |                         |                         |                          |                          |                         |                         |                          |                          |                         |                         |                                     |                                     |
| 21         | L    | 18/03/2013 17h05-17h50 |                           |                           |                              |                              |                         |                         |                          |                          |                         |                         |                          |                          |                         |                         |                                     |                                     |
| 22         | M    | 19/03/2013 17h05-17h50 |                           |                           |                              |                              |                         |                         |                          |                          |                         |                         |                          |                          |                         |                         |                                     |                                     |
| 23         | m    | 20/03/2013 17h05-17h50 |                           |                           |                              |                              |                         |                         |                          |                          |                         |                         |                          |                          |                         |                         |                                     |                                     |
| 24         | J    | 21/03/2013 17h05-17h50 |                           |                           |                              |                              |                         |                         |                          |                          |                         |                         |                          |                          |                         |                         |                                     |                                     |
| 25         | V    | 22/03/2013 17h05-17h50 |                           |                           |                              |                              |                         |                         |                          |                          |                         |                         |                          |                          |                         |                         |                                     |                                     |
| 26         | L    | 25/03/2013 16h50-17h40 | 100 000                   | 100 000                   | 1,6 %                        | 1,6 %                        |                         |                         |                          |                          |                         |                         |                          |                          |                         |                         |                                     |                                     |
| 27         | M    | 26/03/2013 16h50-17h40 |                           |                           |                              |                              |                         |                         |                          |                          |                         |                         |                          |                          |                         |                         |                                     |                                     |
| 28         | m    | 27/03/2013 16h50-17h40 |                           |                           |                              |                              |                         |                         |                          |                          |                         |                         |                          |                          |                         |                         |                                     |                                     |
| 29         | J    | 28/03/2013 16h50-17h40 |                           |                           |                              |                              |                         |                         |                          |                          |                         |                         |                          |                          |                         |                         |                                     |                                     |
| 30         | V    | 29/03/2013 16h50-17h40 |                           |                           |                              |                              |                         |                         |                          |                          |                         |                         |                          |                          |                         |                         |                                     |                                     |
| No Épisode | Date | Date                   | Nombre de téléspectateurs | Nombre de téléspectateurs | Part de marché 4 ans et plus | Part de marché 4 ans et plus | Part de marché 4-24 ans | Part de marché 4-24 ans | Part de marché 15-24 ans | Part de marché 15-24 ans | Part de marché 4-34 ans | Part de marché 4-34 ans | Part de marché 15-34 ans | Part de marché 15-34 ans | Part de marché 4-49 ans | Part de marché 4-49 ans | Part de marché Ménagères de -50 ans | Part de marché Ménagères de -50 ans |